# Pharis
Pharis (altgriechisch Φᾶρις Pháris) oder Phares (Φάρης Phárēs) ist eine Person der griechischen Mythologie.
Pharis ist der Sohn des Gottes Hermes und der Danaide Phylodameia und der Vater der Telegone, der Mutter des Orsilochos. Pausanias nennt ihn als eponymen Gründer der messenischen Stadt Pharai, wobei er an anderer Stelle mutmaßt, ob Pharis auch ein Oikist der Stadt Pharai in der Achaia war.